# Snow Man 阿部亮平の学校では教えてくれない!みんなの防災教室
『Snow Man 阿部亮平の学校では教えてくれない!みんなの防災教室』は、2021年3月13日から広島テレビで不定期に放送されている教養バラエティ番組および防災番組。

## 概要
気象予報士の資格を持つ阿部亮平（Snow Man）が学級委員長となり、自然災害から命を守るための知識・意識を身につける教養バラエティ番組。開局60年記念事業「いま動こう!みんなで防災PROJECT」の一環として放送されている。

## 放送リスト
※第3回からは「課外授業」と題した授業形式となった。
| 回数 | 放送日         | 放送時間      | テーマ |
| ---- | -------------- | ------------- | --- |
| 1    | 2021年3月13日  | 14:00 - 15:00 | 事前防災・事前復興 |
| 2    | 2021年10月15日 | 18:55 - 19:56 | 近年の大雨災害 |
| 3    | 2022年6月24日  | 18:55 - 19:56 | 課外授業1時間目 小林正寿先生『梅雨の大雨』 課外授業2時間目 塚原美緒先生『被災体験を未来に活かす』 課外授業3時間目 阿部亮平『生放送の天気キャスターに挑戦』                   |
| 4    | 2023年9月22日  | 18:55 - 19:56 | 課外授業1時間目 『広島市民を守る!巨大防災施設』 課外授業2時間目 塚原美緒先生『被災体験を未来に活かす!進化した防災施設』 課外授業3時間目 『テレビ派に生出演!』                |
| 5    | 2024年9月23日  | 16:45 - 17:53 | 課外授業1時間目 『世界遺産・厳島神社の意外と知らない水害対策』 課外授業2時間目 『防災の新しい考え方 フェーズフリー』 課外授業3時間目 『大地震に備える!災害時に命を守る行動』 |

## 出演者

### MC
- 阿部亮平（Snow Man）

#### 第1回
- 生見愛瑠
- 石原慶幸（広島テレビ野球解説者）
- 小林正寿（気象予報士）
- くぼてんき（気象予報士 / 防災士）
- 塚原美緒（広島テレビ気象予報士）

#### 第2回
- 朝日奈央
- 石原慶幸（広島テレビ野球解説者）
- 小林正寿（気象予報士）
- くぼてんき（気象予報士 / 防災士）
- 塚原美緒（広島テレビ気象予報士）

#### 第3回
- 吉田沙保里
- 石原慶幸（広島テレビ野球解説者）
- 小林正寿（気象予報士）
- 塚原美緒（広島テレビ気象予報士）

#### 第4回
- わたなべ麻衣
- 塚原美緒（広島テレビ気象予報士）

#### 第5回
- 望月理恵
- 木村和美（広島テレビアナウンサー）

## スタッフ
企画協力 - 復建調査設計株式会社